# Eric Veiga
Pour les articles homonymes, voir Veiga.
Eric Veiga, né le 18 février 1997 à Luxembourg, est un footballeur international luxembourgeois, possédant également la nationalité portugaise. Il évolue au poste de milieu défensif avec l'équipe réserve de l'AVS.

## Carrière

### En équipe nationale
Eric Veiga joue avec les sélections de jeunes portugaises et luxembourgeoises.
Eric Veiga est convoqué pour la première fois en équipe du Luxembourg en mai 2016. Il honore sa première sélection le 2 septembre 2016 lors d'un match amical contre la Lettonie.

## Statistiques
| Saison                | Club                     | Championnat           | Championnat | Championnat | Coupe(s) nationale(s) | Coupe(s) nationale(s) | Luxembourg | Luxembourg | Total | Total |
| Saison                | Club                     | Division              | M.          | B.          | M.                    | B.                    | M.         | B.         | M.    | B.    |
| 2015-2016             | Eintracht Brunswick rés. | Regionalliga Nord     | 4           | 0           | -                     | -                     | -          | -          | 4     | 0     |
| 2016-2017             | Eintracht Brunswick rés. | Regionalliga Nord     | 6           | 0           | -                     | -                     | 2          | 0          | 8     | 0     |
| Total sur la carrière | Total sur la carrière    | Total sur la carrière | 10          | 0           | 0                     | 0                     | 2          | 0          | 12    | 0     |